# Traunhof
Traunhof ist ein Ortsteil der Stadt Neunburg vorm Wald im Landkreis Schwandorf in Bayern.

## Geographie
Traunhof liegt circa acht Kilometer südöstlich von Neunburg vorm Wald und etwa 300 Meter nördlich der Staatsstraße 2040 am Hückbach. Dieser entspringt etwa zwei Kilometer weiter südöstlich bei Meidenried und vereinigt sich circa einen Kilometer weiter nordwestlich mit dem Multbach zum Rötzerbach.

## Geschichte
Am 23. März 1913 gehörte Traunhof zur Pfarrei Neukirchen-Balbini, bestand aus zwei Häusern und zählte acht Einwohner.
Am 31. Dezember 1990 hatte Traunhof (mit Traunhofermühle) 10 Einwohner und gehörte zur Pfarrei Neukirchen-Balbini.